# Drosophila tristani
Drosophila tristani este o specie de muște din genul Drosophila, familia Drosophilidae, descrisă de Sturtevant în anul 1921.
Este endemică în Costa Rica. Conform Catalogue of Life specia Drosophila tristani nu are subspecii cunoscute.